# Schirrhof
Schirrhof bezeichnet Betriebsstätten mit Gebäude- und Freiflächen. Schirrhöfe hatten in der Regel Aufgaben im Rahmen von Betrieb, Instandsetzung und Pflege, deren Spektrum durch die Betreiber vorgegeben wurden.

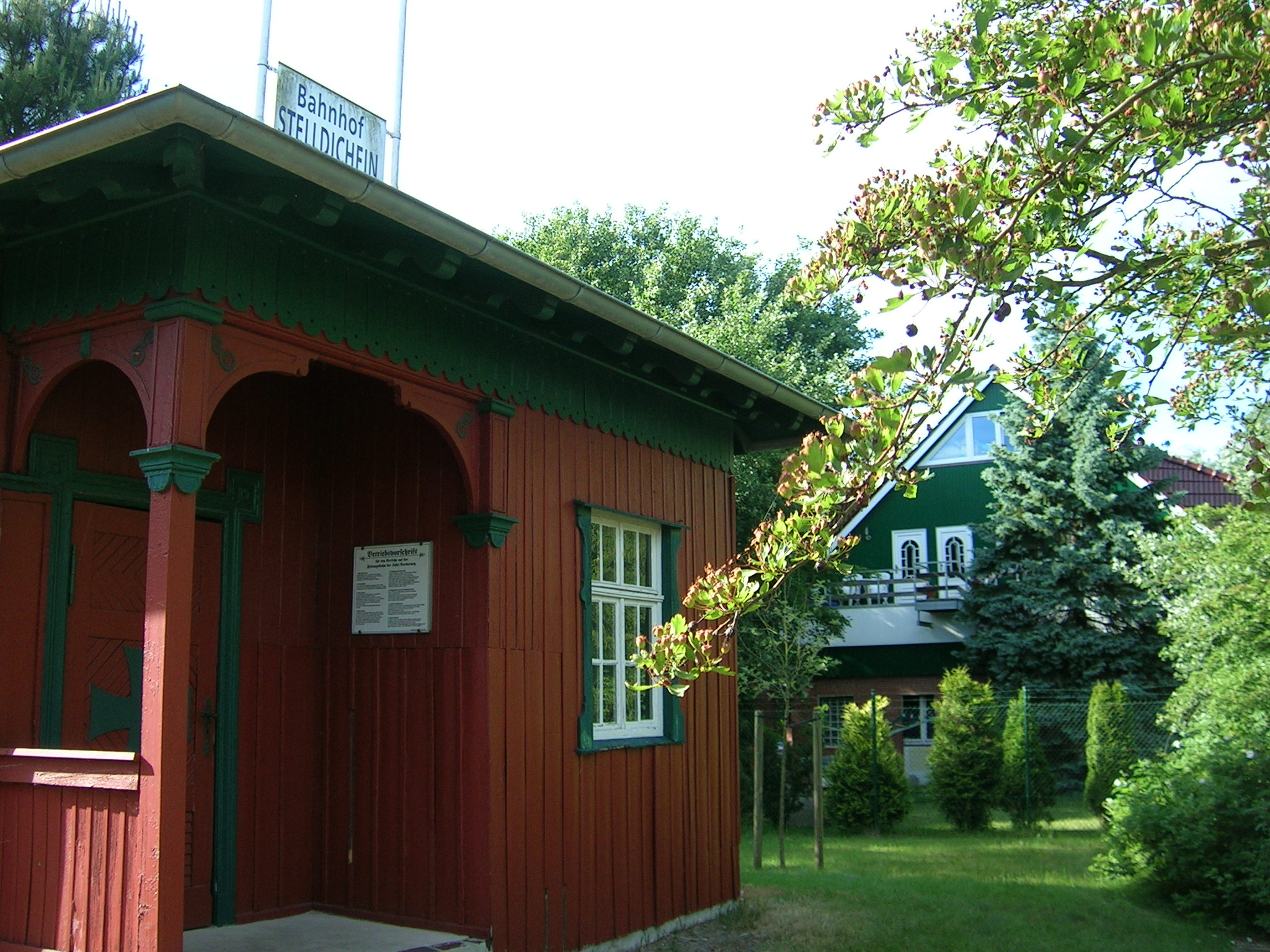
Bahnhof Stelldichein ehm. Festungsschirrhof der Marinebahn auf Norderney

## Etymologie
Die Etymologie von Schirrhof geht auf Orte zurück, die ursprünglich zur Anspannung von Zugtieren genutzt wurde. Die Bezeichnung leitet sich von dem Geschirr der Zugtiere ab. Nach dem Verschwinden von Tieren in Betriebsstätten wurde die Bezeichnung für Betriebsstätten mit viel Ausstattung (Geschirr) weitergenutzt. Im 21. Jahrhundert wird der Begriff sowohl für Orte und Einrichtungen mit historischem Bezug, als auch für tatsächliche Betriebsstätten genutzt.

## Schirrhof im 19. und 20. Jahrhundert
Im 19. Jahrhundert waren Schirrhöfe als größere Betriebs- und Instandhaltungsstätten bekannt. Im 20. Jahrhundert ging der Bedarf an Schirrhöfen durch die einsetzende Motorisierung des Verkehrs zurück:
- Schirrhof der Zeche Friedrich Heinrich in Kamp-Lintfort[1][2]
- Schirrhof in Ulm (zuvor Festungsbauhof genannt), Werkstätte der Bundesfestung Ulm[3][4]

Für größere Betriebsstätten zur Instandhaltung militärischer Anlagen wurde der Begriff Festungsschirrhof benutzt:
- Festungsschirrhof und Bahnhof Stelldichein auf Norderney, Betriebsstätten der Marinebahn[5][6]
- Festungsschirrhof (heutiger Reichenspergerplatz) in Koblenz, Betriebsstätte zur Instandhaltung der Stadtbefestigungen in Koblenz[7]

## Schirrhof im 21. Jahrhundert
Die Bezeichnung Schirrhof findet sich im 21. Jahrhundert in Orts- und Straßennamen wieder. Man findet die Bezeichnung in der Nähe von Häfen, Kanälen oder anderen Gewässern, wie beispielsweise in Minden die Straße „Am Schirrhof“, in Norderney die Straße „Am Alten Schirrhof“, in Gorleben die „Schirrhofstraße“ und in Cuxhaven „Schirrhof“ als Straßenname. 
Schirrhof in Bezeichnungen von Dienststellen amtlicher Stellen existiert in wenigen Fällen weiter – allerdings findet die Bezeichnung „Bauhof“ weitere Verbreitung.
Schirrhof als Bezeichnung einer Betriebsstätte hat folgende Verbreitung:
- Betriebsstätten der Wasser- und Schifffahrtsverwaltung des Bundes die im 21. Jahrhundert mit der Bezeichnung Schirrhof verbunden sind:
  - Wasser- und Schifffahrtsamt Aschaffenburg, Außenbezirk Hasloch mit Schirrhof Hasloch[8]
  - Wasser- und Schifffahrtsamt Brunsbüttel, Außenbezirk II mit Schirrhof Hochdonn[9]
  - Wasser- und Schifffahrtsamt Hann. Münden Außenbezirk Edertal, Schirrhof Edersee[10]
  - Wasser- und Schifffahrtsamt Hann. Münden Außenbezirk Edertal, Stützpunkt Diemeltalsperre, Schirrhof Diemelsee (historisch)[11][12]
  - Wasser- und Schifffahrtsamt Rheine, Schirrhof (historisch)[13]
  - Wasser- und Schifffahrtsamt Wilhelmshaven AufsichtsBz. Schirrhof (Wangerooge)[14][15]

- Schirrhof an der Schinkelhalle in Potsdam, im 21. Jahrhundert genutzt als Werkstätte und Veranstaltungsort.[16][17]
- Schirrhof der Stiftung Preußische Schlösser und Gärten Berlin-Brandenburg[18][19][20] Gebäude mit Denkmalschutz wie das „Schirrhofmeisterhaus“ siehe Liste der Baudenkmale in Potsdam/SPSG